# Mimela ussuriensis
Mimela ussuriensis är en skalbaggsart som beskrevs av Medvedev 1949. Mimela ussuriensis ingår i släktet Mimela och familjen Rutelidae. Inga underarter finns listade i Catalogue of Life.